# ناحیه جام‌شورو
ناحیه جام‌شورو (به انگلیسی: Jamshoro District) یکی از ناحیه‌های پاکستان در پاکستان است که در ایالت سند واقع شده‌است. ناحیه جام‌شورو ۹۹۳٬۱۴۲ نفر جمعیت دارد.